# 天鷹座99
天鷹座99，又名BD-21 6420，HD 220704、SAO 191900、HR 8906，是天鷹座的一颗恒星，视星等为4.39，位于銀經46.74，銀緯-69.46，其B1900.0坐标为赤經23h 20m 47.6s，赤緯-21° -69.46′ 24″。